# Lý Lệ Phúc
Lý Lệ Phúc (tiếng Trung: 李勵紱; bính âm: Lǐ Lìfú; 3 tháng 5 năm 1904 – 1985) là một kỹ sư và giáo viên người Trung Quốc, được biết đến là người phụ nữ Trung Quốc đầu tiên theo học tại Viện Công nghệ Massachusetts (MIT). Việc học của bà bắt đầu từ năm 1925 đã được nhiều phương tiện truyền thông đưa tin, trong số đó có The Boston Globe và các tờ báo khác trên khắp Hoa Kỳ, cũng như Tạp chí khoa học Popular Science Monthly và MIT Technology Review của MIT. Bà được chú ý vì là một nữ sinh viên Trung Quốc và theo học chuyên ngành kỹ thuật điện, được các sinh viên đại học vào thời điểm đó cho là chuyên ngành khó nhất. Bà là một trong số 25 phụ nữ tốt nghiệp MIT năm 1929 và là một trong những người phụ nữ đầu tiên lấy bằng Cử nhân Khoa học về kỹ thuật điện tại MIT.

## Tiểu sử

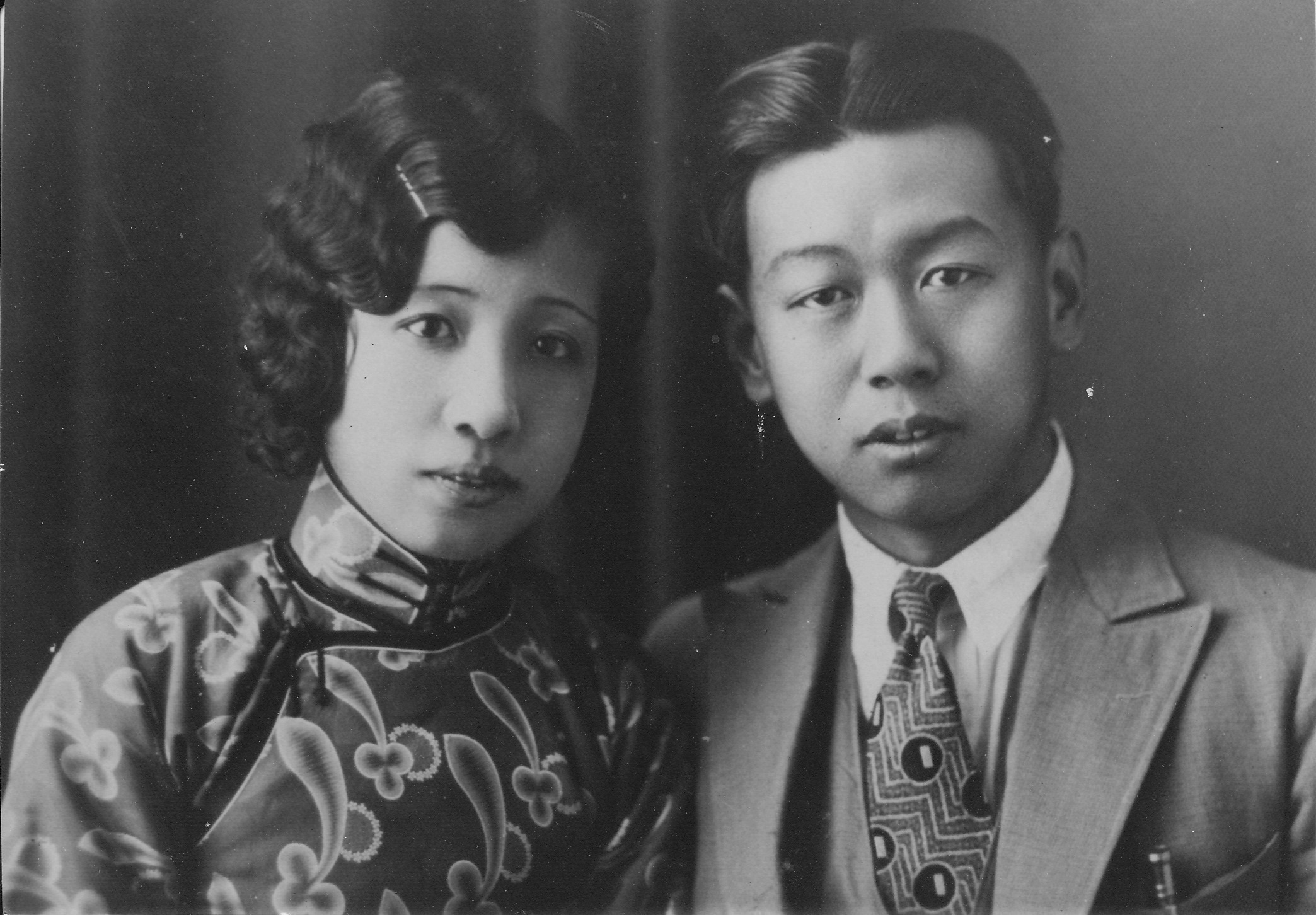
Lý và Quan trước khi đến MIT,

Lý Lệ Phúc sinh ngày 3 tháng 5 năm 1904 tại Changdong, Hà Bắc. Bà là người Hán và kết hôn với Quan Đông (tiếng Trung: 關東; bính âm: Guān Dōng), vốn xuất thân từ một gia đình Mãn Châu nổi tiếng. Bà đã lấy bằng Cử nhân Khoa học tại Trường Kỹ thuật Quốc gia Trung Quốc. Tính đến năm 1925, Lý Lệ Phúc sống ở Bắc Kinh.
Năm 1925, Quan Đông đang theo học ngành kỹ thuật điện tại Viện Công nghệ Massachusetts. Trong quá trình học, ông đã nảy ra ý định để người yêu nhập học MIT và trở lại Trung Quốc với ý định này. Ngay khi hai người tổ chức đám cưới và tuần trăng mật, vào tháng 9 họ đã chuyển đến Mỹ. Cả hai lên con tàu President McKinley đi từ Thượng Hải đến Seattle. Sau khi tàu cập bến, cùng năm đó, Lý đăng ký học tại MIT chuyên ngành kỹ thuật điện. Hai vợ chồng Lý Lệ Phúc và Quan Đông đều tốt nghiệp MIT với bằng Cử nhân Khoa học về kỹ thuật điện lần lượt vào năm 1929 và 1927. Bà được cho là đã sống với chồng tại số 21 phố Lee ở Cambridge.

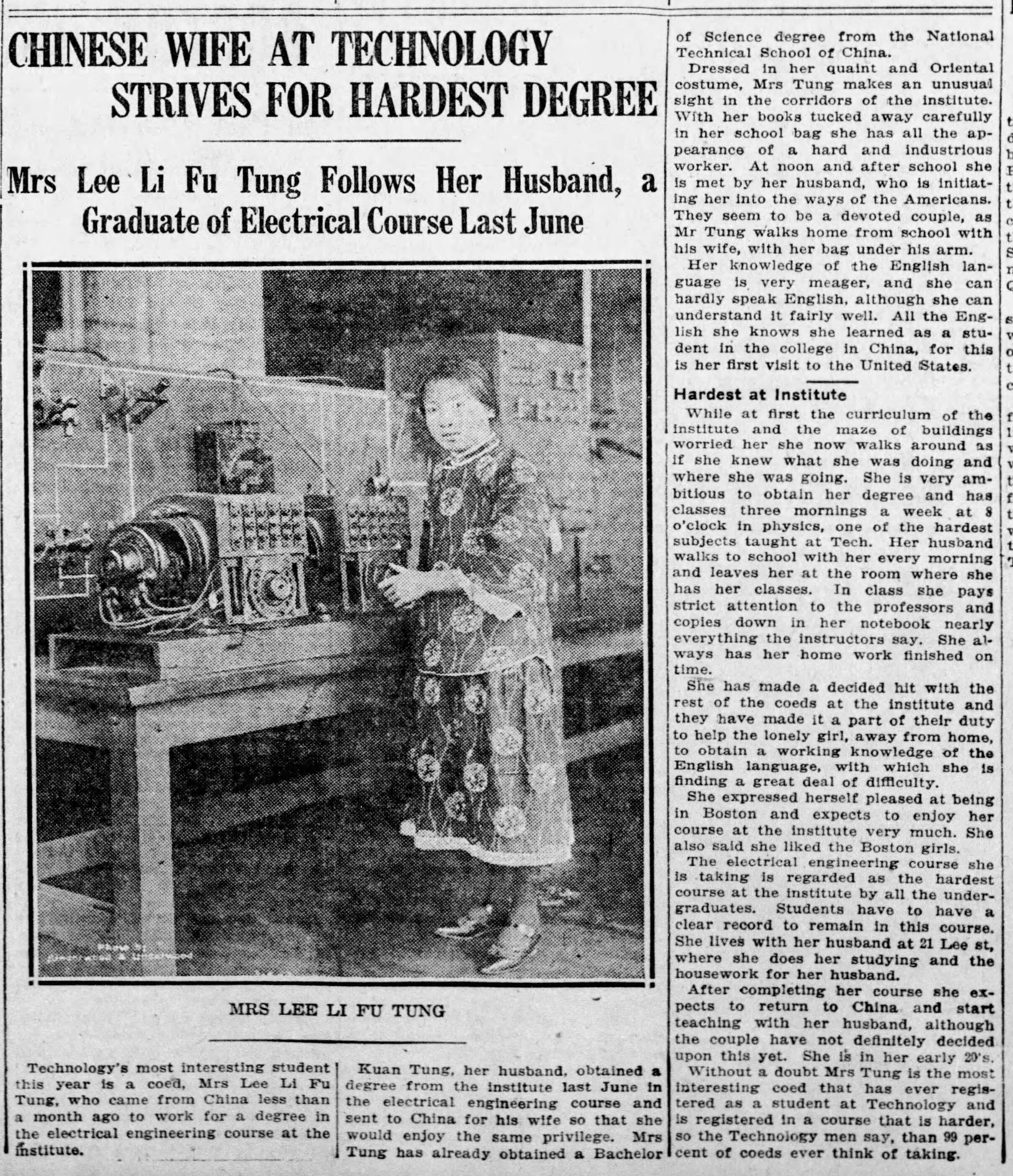
Bài báo về Lý Lệ Phúc trên tờ The Boston Globe ra ngày 20 tháng 10 năm 1925

Việc học của bà Lý tại MIT từng được nhiều phương tiện truyền thông đưa tin, bao gồm cả The Boston Globe với bài báo đăng kèm một bức ảnh của bà vào ngày 20 tháng 10 năm 1925. Tờ báo đã ghi nhận bà là "sinh viên thú vị nhất" của MIT năm đó, nói rằng "Trong bộ trang phục phương Đông kỳ lạ của mình, bà Đông tạo nên một cảnh tượng khác thường bên hành lang của viện". Các tờ báo khác trên khắp Hoa Kỳ cũng đưa tin về sự kiện này.
Lý Lệ Phúc được chú ý vì là một nữ sinh Trung Quốc. Năm 1925, tạp chí Chinese Students' Monthly nói rằng bà "có lẽ là nữ sinh viên Trung Quốc đầu tiên theo học ngành kỹ thuật ở đất nước này mà chúng ta biết". Vào tháng 2 năm 1926, tờ Popular Science Monthly đã đăng một bài viết về bà, trong đó nhận định việc bà theo học MIT là một sự tiến bộ của quyền phụ nữ ở Trung Quốc: "Ít nhất có một người Trung Quốc [chồng Lý Lệ Phúc] tin rằng đàn bà nên có một vị trí bên ngoài xã hội cũng như trong gia đình". Cùng tháng đó, Technology Review của MIT đã đăng lại bức ảnh của Lý được xuất bản lần đầu trên The Boston Globe và lưu ý rằng bà là "nữ sinh viên Trung Quốc đầu tiên từng vào [MIT]".
Bà cũng được chú ý vì đã theo học ngành kỹ thuật điện tại MIT, chuyên ngành được xem là đặc biệt khó vào thời điểm đó. Chinese Students' Monthly ghi nhận "chắc chắn đây là một dấu mốc lịch sử cho việc cô chọn 'môn học khó nhất' trong một viện vốn từ lâu đã vang tiếng 'khó nhằn'". The Boston Globe nói rằng "Chương trình kỹ thuật điện mà cô đang theo học được tất cả các sinh viên chưa tốt nghiệp coi là khóa học khó nhất tại viện". Tờ báo cũng cho biết các sinh viên nam tại MIT khi đó nói bà "đăng ký một khóa học khó hơn [...] 99 phần trăm sinh viên từng nghĩ đến việc tham gia". Lý Lệ Phúc đã đăng ký vào các lớp học vật lý, mà được coi là "một trong những môn học khó nhất từng dạy tại [MIT]".
Theo The Boston Globe, bà rất chuyên tâm vào việc học của mình. Bà có "vẻ ngoài của một người lao động chăm chỉ và cần cù" và "rất tham vọng để có được bằng". Lý Lệ Phúc luôn "đặc biệt chăm chú" trên lớp học, ghi lại "gần như mọi thứ mà giáo viên hướng dẫn nói" vào sổ tay và luôn hoàn thành bài tập về nhà đúng hạn.
Vào tháng 9 năm 1925, ngay sau khi nhập học tại MIT, Lý Lệ Phúc đã được bầu lên làm chủ tịch Ủy ban xã hội thuộc Câu lạc bộ Sinh viên Trung Quốc của MIT. Bà là phụ nữ đầu tiên và vào thời điểm đó, là duy nhất trong câu lạc bộ. Trong quá trình sinh hoạt, bà thành công "gây ấn tượng nhất định" với các nữ sinh viên tại MIT. Những nữ sinh trong trường đã giúp cải thiện kiến thức tiếng Anh của bà. Bà vừa học ở nhà vừa làm việc nhà trong gia đình. Chồng bà cũng tỏ rõ là một người chồng tận tụy: ông đưa vợ đến và về lớp hàng ngày, cầm cặp hộ vợ. Bà Lý được cho là đặc biệt quan tâm đến lĩnh vực điện tử viễn thông.

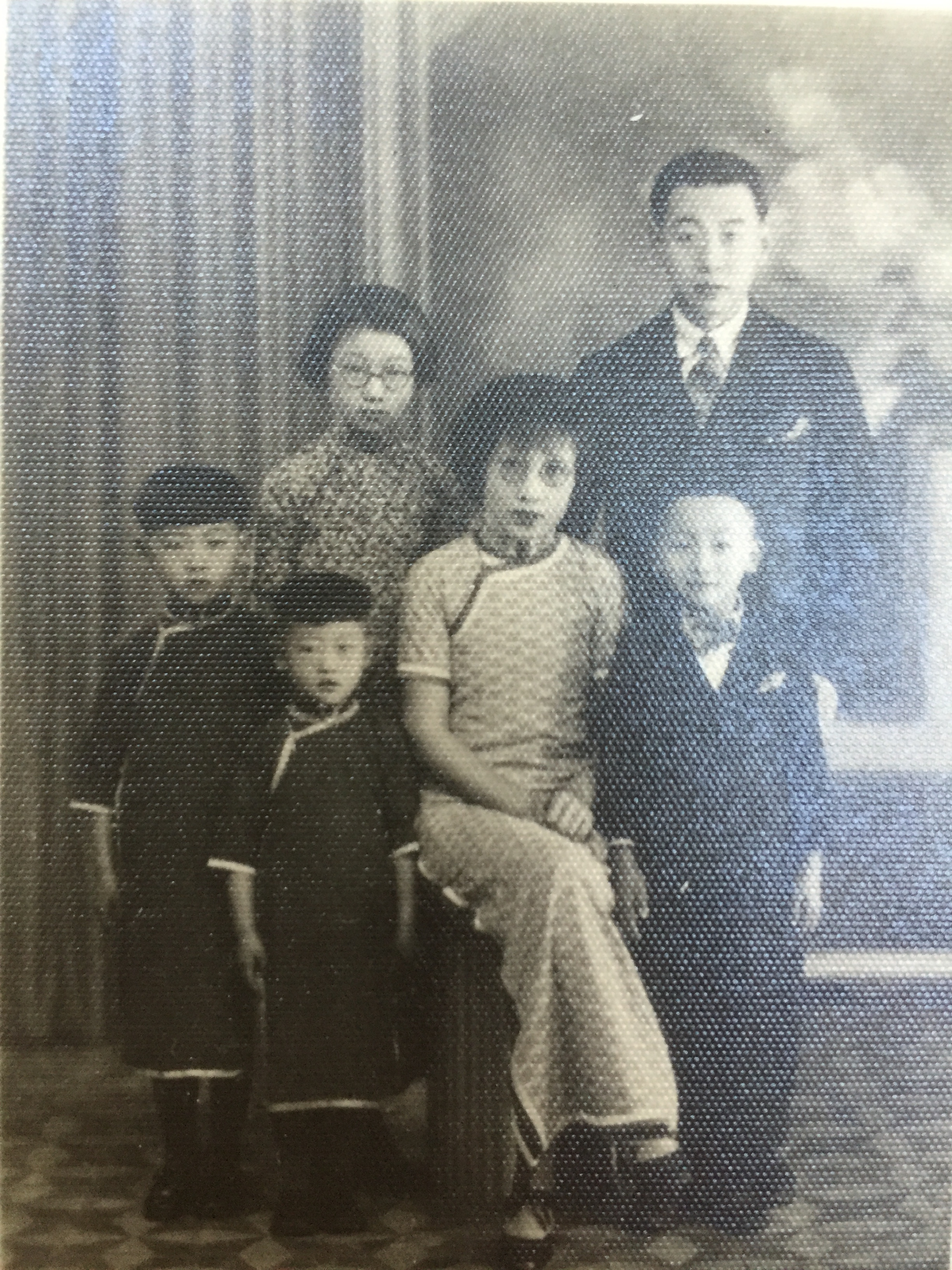
Lý Lệ Phúc cùng gia đình ở Trung Quốc

Hậu tốt nghiệp MIT, người ta biết rất ít về sự nghiệp của Lý Lệ Phúc sau này. Bà đã quay lại Trung Quốc, trở thành một kỹ sư và giảng dạy tại trường đại học. Những năm Nội chiến Trung Quốc bùng nổ, bà cùng gia đình trốn sang Đài Loan và tại đây giành được một chức vụ trong chính phủ. Gia đình bà sau đó về lại Mỹ. Tấm bia mộ của bà được đặt bên cạnh chồng tại Nghĩa trang Graceland ở Chicago, Illinois, trên đó có ghi bà đã mất vào năm 1985.

## Di sản
Lý Lệ Phúc là người phụ nữ Trung Quốc duy nhất được biết đến đã học tại MIT từ năm 1877 tới 1931. Bà là một trong số 25 phụ nữ tốt nghiệp năm 1929 và cũng là một trong những phụ nữ đầu tiên lấy bằng Cử nhân Khoa học về kỹ thuật điện tại MIT. Câu chuyện của bà đã xuất hiện trong buổi triển lãm kỷ niệm 140 năm ngày tuyển sinh sinh viên Trung Quốc đầu tiên vào MIT năm 2017, mang tên China Comes to Tech: 1877–1931. Triển lãm diễn ra tại Phòng trưng bày Maihaugen của MIT từ tháng 2 năm 2017 đến tháng 3 năm 2018. Trang web thuộc triển lãm đã có một bài viết về Lý Lệ Phúc, nói rằng bà "là người tiên phong trong giới đàn bà, không chỉ ở Trung Quốc mà còn ở Mỹ". Tác giả Chowdhury (2022) cũng nhận định "câu chuyện về [bà Lý] vẫn còn phù hợp như một ví dụ về cách mọi thứ đã bắt đầu".